# Dmitri Wjatscheslawowitsch Bykow
Dmitri Wjatscheslawowitsch Bykow (russisch Дмитрий Вячеславович Быков; * 5. Mai 1977 in Ischewsk, Russische SFSR) ist ein russischer Eishockeyspieler, der zuletzt beim HK ZSKA Sofia unter Vertrag stand.

## Karriere
Dmitri Bykow begann seine Karriere als Eishockeyspieler bei ZSK WWS Samara, für die er von 1995 bis 1998 in der russischen Superliga aktiv war. Anschließend wechselte er zum HK Lada Toljatti, für den er von 1997 bis 1999 spielte. Zudem absolvierte der Verteidiger in der Saison 1997/98 zehn Spiele für Torpedo Jaroslawl. Im Sommer 1999 wurde er von Ak Bars Kasan verpflichtet, mit denen er 2000 und 2002 jeweils Vizemeister wurde. In diesem Zeitraum wurde er im NHL Entry Draft 2001 in der achten Runde als insgesamt 258. Spieler von den Detroit Red Wings ausgewählt. Für den amtierenden Stanley-Cup-Sieger bestritt der Russe in der Saison 2002/03 insgesamt 75 Spiele, in denen er zwölf Scorerpunkte erzielte. Nach einem Jahr in Nordamerika kehrte Bykow zu Ak Bars Kasan zurück, für die er weitere zwei Jahre lang in der Superliga auf dem Eis stand.
Im Sommer 2005 wurde Bykow vom amtierenden russischen Meister HK Dynamo Moskau verpflichtet, mit dem er auf europäischer Ebene 2006 den IIHF European Champions Cup gewann. Mit seiner Mannschaft setzte er sich im Finale gegen Kärpät Oulu aus der finnischen SM-liiga durch. Nach der Saison 2005/06 unterschrieb der Linksschütze bei Dynamos Ligarivalen Atlant Mytischtschi.
Ab Mai 2011 stand Bykow beim HK Metallurg Magnitogorsk unter Vertrag. Nach einem Jahr verließ er Metallurg wieder und wurde von Torpedo Nischni Nowgorod verpflichtet, wo er ebenfalls ein Jahr spielt. Anschließend wurde er von Amur Chabarowsk verpflichtet.

### International
Für Russland nahm Bykow an den Weltmeisterschaften 1999, 2002, 2004 und 2006 teil.

## Erfolge und Auszeichnungen
- 2000 Russischer Vizemeister mit Ak Bars Kasan
- 2002 Silbermedaille bei der Weltmeisterschaft
- 2002 Russischer Vizemeister mit Ak Bars Kasan
- 2006 IIHF-European-Champions-Cup-Gewinn mit dem HK Dynamo Moskau
- 2009 KHL-Verteidiger des Monats Dezember

## Statistik
(Stand: Ende der Saison 2013/14)